# Kenyon Cox
Kenyon Cox (Warren, 27 ottobre 1856 – New York, 17 marzo 1919) è stato un pittore, illustratore, scrittore ed insegnante statunitense; ha realizzato anche murali.
È stato un maestro influente e importante del Art Students League of New York.

## Biografia
Kenyon Cox nacque a Warren, nell'Ohio, ed era il figlio di Jacob Dolson Cox e Helen Finney Cox. Da giovane, Cox studiò arte all'accademia d'arte di Cincinnati (un tempo nota come "scuola d'arte McMicken"), ma presto si rese conto della mancanza di opportunità e presenza artistica a Cincinnati. Dopo aver visitato l'esposizione centennale a Filadelfia, Kenyon decise che Filadelfia e la sua accademia d'arte avevano  molto di più da offrirgli rispetto a Cincinnati. Kenyon si iscrisse all'accademia di belle arti della Pennsylvania sperando di ricevere un'istruzione migliore e infine per assicurarsi una via per studiare in Europa.

### Viaggi in Europa

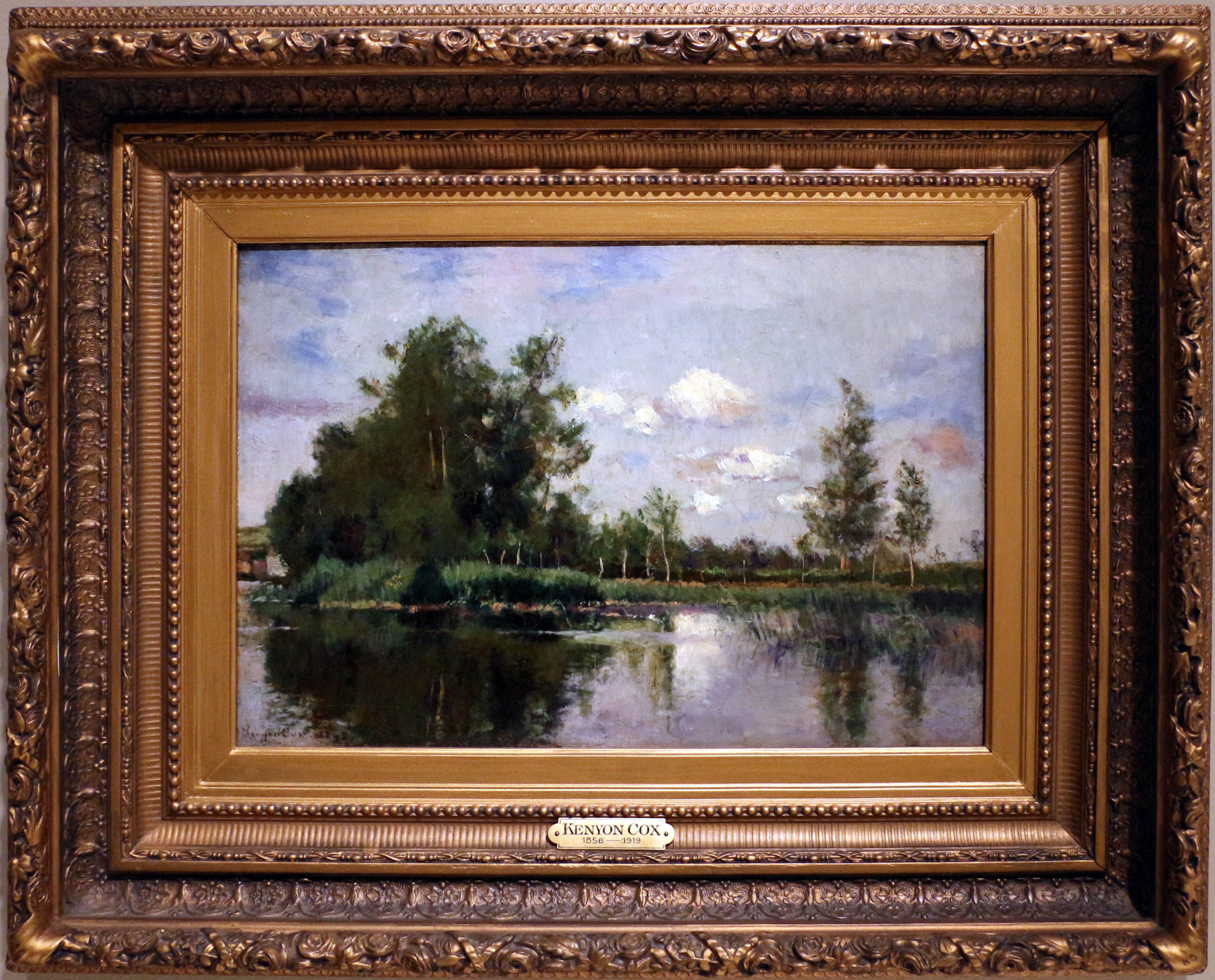
Paesaggio a Grez, 1879

Nel 1877 Cox si trasferì a Parigi, come molti artisti americani di allora, per far parte di quello che egli credeva essere una sorta di secondo Rinascimento nell'arte. Lì studiò nello studio di Carolus-Duran e poi presso Alexandre Cabanel e Jean-Léon Gérôme alla scuola di belle arti. Cox scrisse della sua prima impressione di Parigi dicendo che c'era "tanto materiale artistico qui che uno potrebbe quasi essere contento di rimanerci e dipingere per anni... Non ci si può tuffare in una strada tortuosa o girare un vicolo acuto senza trovare più cose da dipingere di quanto non si potrebbe cercando per mesi un soggetto in America. Se Parigi è tutta così questo deve essere senza dubbio un paradiso per gli artisti."
Cox studiò dapprima presso Carolus-Duran, ma subito dopo cominciò a stufarsi di lui. Nell'inverno del 1877-1878, Cox scrisse al padre su Duran: "Apprezzo il suo colorito forte, l'ampiezza, eccetera. Ma penso che ti sarebbe piaciuto sapere come mi ha impressionato, e devo dire che una volgarità predominante gracchia su di me". Subito dopo aver scritto questo, Cox lasciò le lezioni di Carolus-Duran e si iscrisse alla scuola di belle arti, dove insegnavano Cabanel e Gérôme.
Mentre era in Europa, Cox colse l'opportunità di viaggiare in Francia e in Italia e di vedere le opere dei maestri del Rinascimento. In seguito scrisse dei suoi viaggi dicendo: "Il viaggio, penso, ha fatto di più per ampliare e definire le mie nozioni artistiche di qualsiasi cosa che mi sia mai capitata prima."

### Ritorno in America

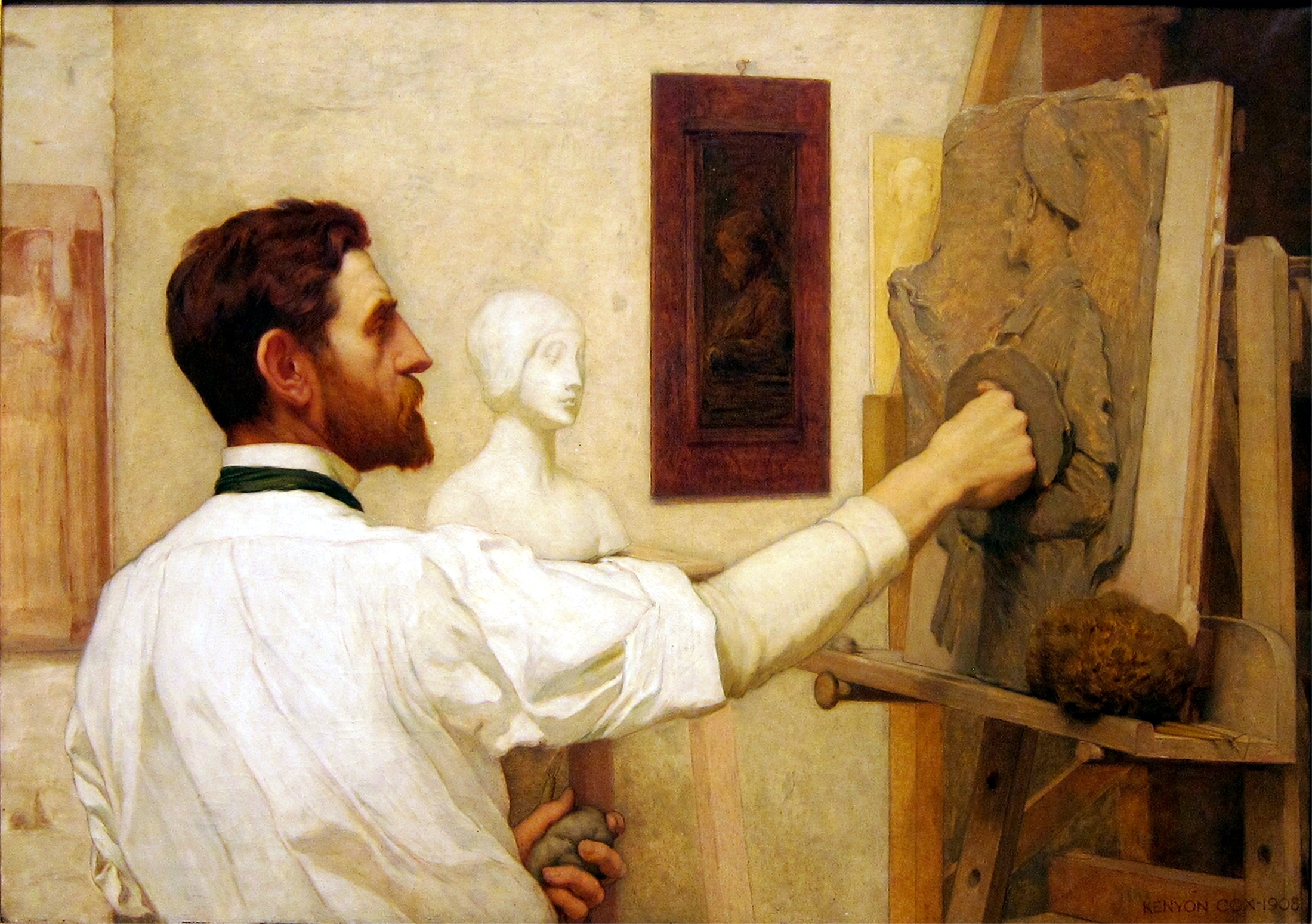
Un ritratto di Augustus Saint-Gaudens al museo Metropolitano, realizzato da Cox nel 1908.

Nel 1882, Cox lasciò Parigi e si trasferì a New York, dove continuò a dipingere e iniziò a realizzare molte illustrazioni, soprattutto per pagare le bollette. Kenyon si affermò come illustratore di riviste e le sue illustrazioni raggiunsero un pubblico molto più ampio di quanto non facessero i suoi quadri.
Cox iniziò anche a scrivere delle critiche artistiche (senza firmarsi) per il New York Evening Post. Questo e altri lavori di scrittura portarono via a Kenyon il tempo di dedicarsi alla pittura, ma lo aiutarono a guadagnarsi da vivere.
Cox continuò a vivere e a lavorare a New York per la maggior parte della sua vita. Egli divenne un insegnante autorevole e importante alla Art Students League nuovaiorchese. Cox disegnò il logo della scuola, sul quale si legge Nulla dies sine linea ("nessun giorno senza una linea" in latino). Nel 1900 venne eletto come accademico associato all'accademia nazionale di disegno e divenne un accademico vero e proprio nel 1903.
Cox fu uno dei fondatori e il segretario della Lega Nazionale delle Belle Arti e fu un membro della società dei pittori statunitensi, l'accademia statunitense di arti e lettere e fu il presidente della società nazionale dei pittori murali dal 1915 al 1919.

### Pittura murale

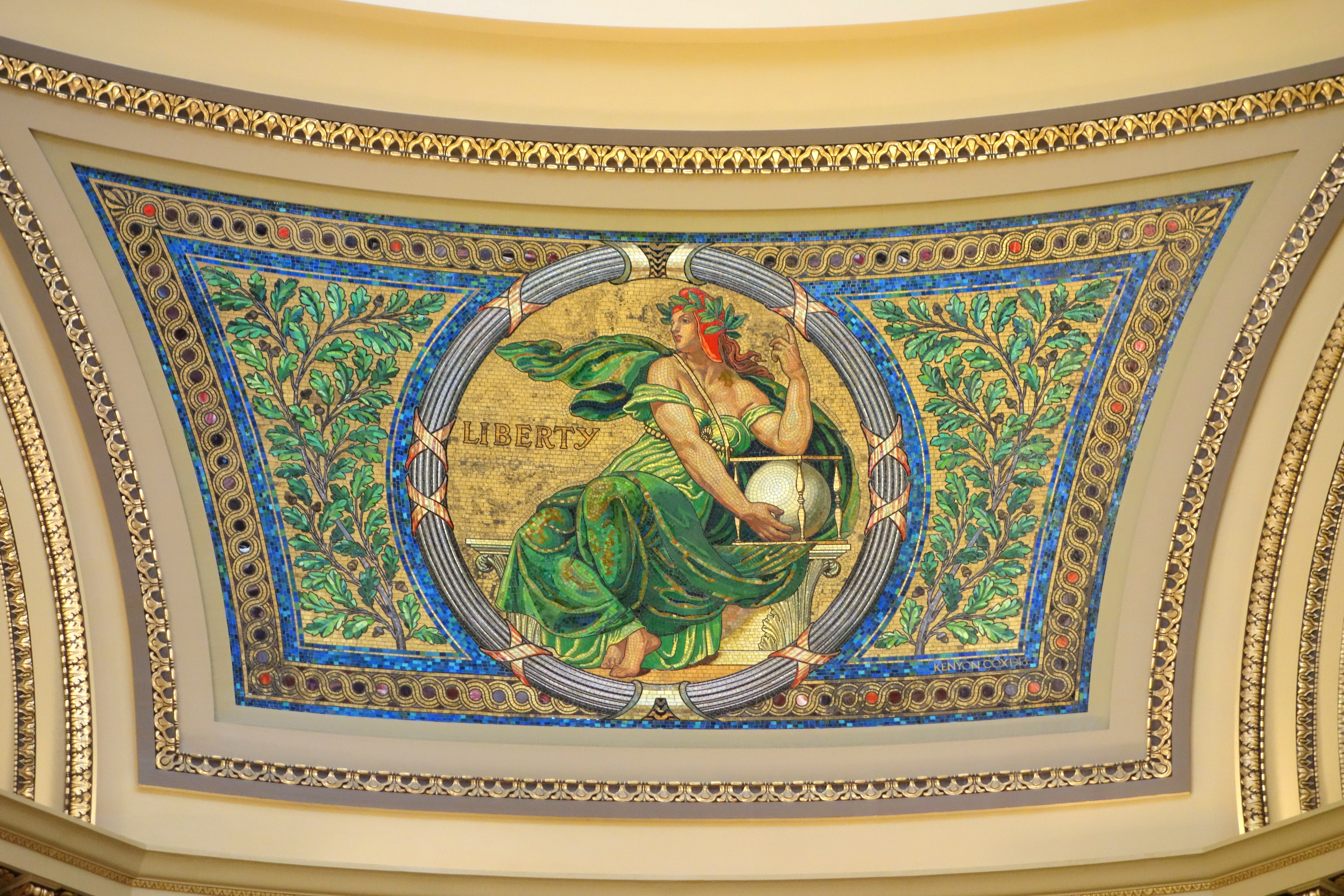
Uno dei mosaici all'interno del Campidoglio del Wisconsin.

Kenyon Cox iniziò a focalizzarsi di più sulla pittura murale dopo l'esposizione colombiana di Chicago del 1893. Cox dipinse dei dipinti murali nei Campidogli di Des Moines, Saint Paul e Madison, oltre a palazzi di giustizia, biblioteche e collegi. Tra il 1896 e il 1897 Cox dipinse dei dipinti murali per la biblioteca del Congresso di Washington D.C. che avevano come soggetto le Arti e le Scienze.

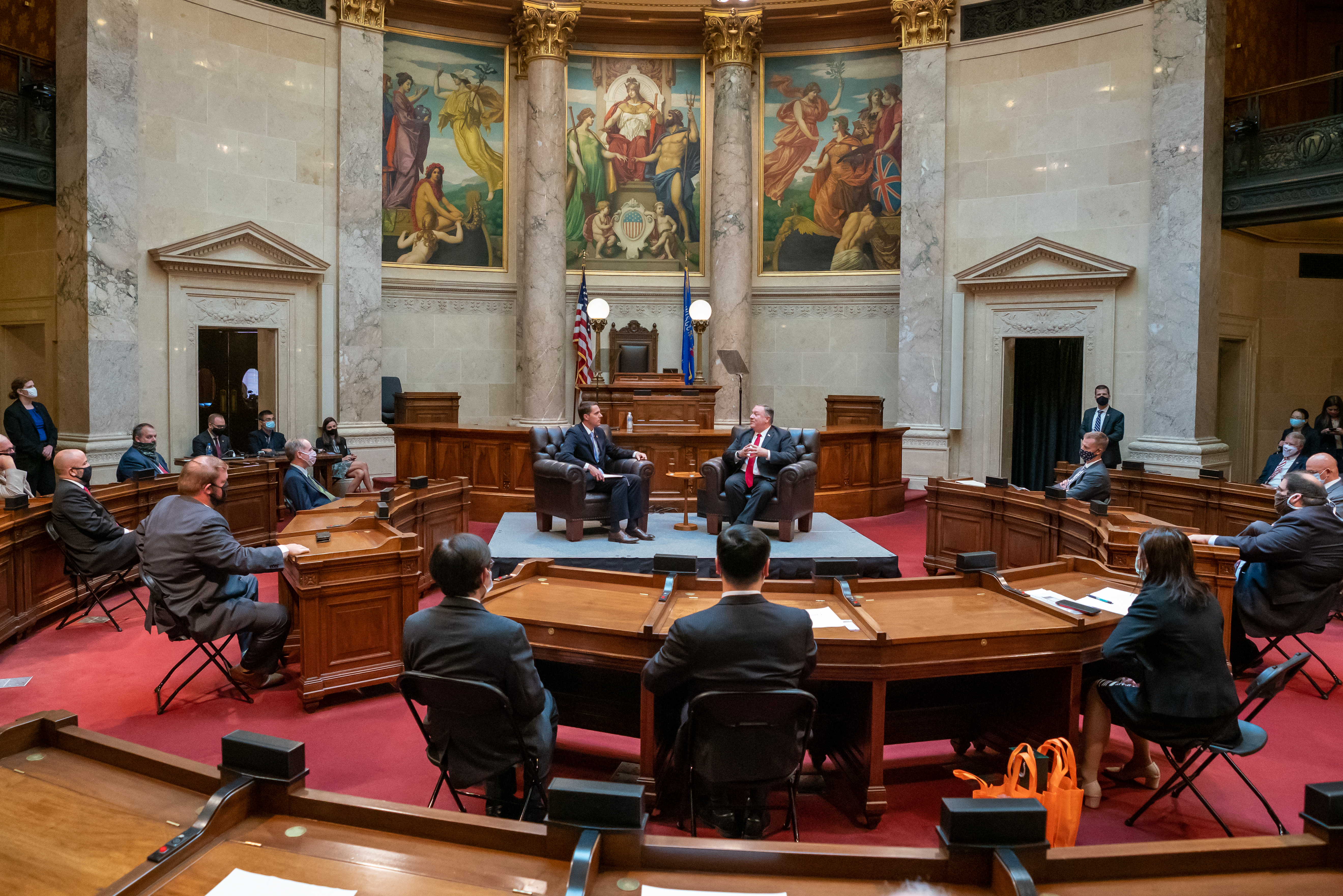
Il matrimonio tra l'Atlantico e il Pacifico, nella sala del senato.

Cox realizzò anche molti mosaici per luoghi come il Campidoglio del Wisconsin, dove si trovano le personificazioni della Libertà, della Legislazione, della Giustizia e del Governo. Nel medesimo luogo si trova anche il dipinto Il matrimonio tra l'Atlantico e il Pacifico, che abbellisce la sala del senato. Nel 1910 Kenyon Cox venne premiato con la medaglia d'onore per la pittura murale dalla Lega dell'Architettura.
Cox ebbe un impatto profondo nelle vite e nelle carriere dei suoi studenti, come la pittrice di Filadelfia Margaretta S. Hinchman e l'artista Jerome Myers, che studiarono con Kenyon nei suoi primi anni di insegnamento alla Art Student's League. Anche se in seguito Myers avrebbe intrapreso una via molto diversa nel suo percorso artistico, si ricordò del suo maestro nella sua autobiografia del 1940 Artist In Manhattan ("Un artista a Manhattan"):
(Jerome Myers, Artist In Manhattan, New York, American Artists Group, Inc., 1940)

### Matrimonio e ultimi anni

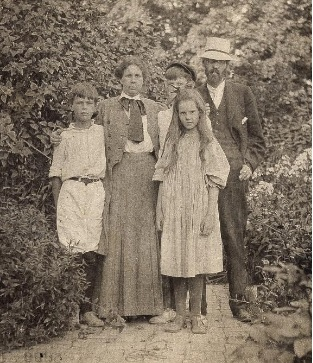
Allyn, Louise, Leonard, Caroline e Kenyon Cox nel 1906 circa.

Mentre lavorava a New York, Kenyon Cox iniziò a insegnare alla Art Student League, e una delle sue studentesse, Louise Howland King, proveniente da San Francisco, attirò la sua attenzione: i due iniziarono a scambiarsi una corrispondenza fuori dall'ambito scolastico. In una delle prime lettere a Louise, Cox provò a convincerla a mantenere il suo linguaggio artistico:
Il 30 giugno 1892, il trentaseienne Cox sposò la ventisettenne Louise. La coppia realizzò le opere murali che decoravano l'edificio delle arti liberali alla fiera colombiana di Chicago del 1893. I due ebbero tre figli: Leonard, che sarebbe divenuto un eroe della prima guerra mondiale ed avrebbe avuto una carriera nella pianificazione urbanistica e nell'architettura; Allyn, nato due anni dopo, che sarebbe divenuto un artista murale e un decoratore di interni; Caroline, nata nel 1898, anche lei un'artista di talento.
Cox continuò a dipingere, insegnare e scrivere fino alla sua morte, il 17 marzo 1919. Kenyon Cox morì nella sua casa novaiorchese di polmonite. Una parte importante dei documenti privati e pubblici, inclusa una corrispondenza ampia, sono conservati nel dipartimento di disegni e archivi alla biblioteca Avery di architettura e belle arti all'università Columbia.

## Poesia
Oltre a essere un artista, Kenyon Cox fu anche un poeta. Dopo aver scritto degli articoli per varie riviste nuovaiorchesi come The Nation, Century and Scribner's, nell'estate del 1883 Cox iniziò a scrivere delle poesie. Una di queste, avente come soggetto una fiorentina amata da un uomo, ebbe un grande successo nei circoli artistici novaiorchesi e fece guadagnare una grande attenzione a Cox. Secondo a Wayne H. Morgan, che scrisse il libro Kenyon Cox : a Life in American Art 1856-1919, "La poesia e la sua Donna sconosciuta simboleggiavano il bisogno tra gli artisti, soprattutto quelli con interessi classici, di emozioni intense espresse attraverso delle forme accettabili, e dell'idealizzazione della donna". Lo stesso Cox dipinse molte donne idealizzate per lo più nel genere del nudo artistico.
Nel 1895, Cox pubblicò un'altra poesia, The Gospel of Art (Il vangelo dell'arte), che riassumeva le sue idee sul ruolo dell'artista nell'emozioni che si intensifica attraverso il sacrificio e sulla funzione dell'arte nella cultura.
Nel 1904 Kenyon Cox scrisse il libro Mixed Beasts (Bestie mescolate) nel quale combinò i nomi di bestie diverse per formare un altro nome, come Bumblebeaver ("bombo-castoro") o Kangarooster ("canguro-gallo"). Quindi egli scrisse delle poesie da abbinare ad ogni nuova bestia. Nel 2005, venne pubblicata una nuova versione di Mixed Beasts, che contiene la maggior parte dei versi di Cox ma anche un'introduzione e delle illustrazioni di Wallace Edwards.

## Teoria artistica
L'arte di Cox era molto diversa dagli stili che emersero durante la sua vita, come quello cubista, neoimpressionista, fauvista, espressionista e modernista. Egli sostenne il disegno accurato e il colore modulato e usò di frequente l'allegoria e il simbolismo per presentare le proprie idee. Kenyon Cox dipingeva in una maniera realistica e si guadagnò una reputazione per i paesaggi, i ritratti e gli studi di genere. I suoi nudi idealizzati e l'esecuzione tradizionale di temi classici avevano poco in comune con l'arte d'avanguardia popolare dell'epoca. Come gli artisti neoclassici Jacques-Louis David e Jean-Auguste-Dominique Ingres, anche lui dipingeva i personaggi partendo con degli studi anatomici tratti da dei modelli dal vivo, per poi realizzare gli studi delle vesti e quindi unendoli nell'opera compiuta.
In seguito, Cox scrisse un articolo per il museo Metropolitano chiamato Two Ways of Painting (Due modi di dipingere), nel quale descrive la differenza tra l'arte figurativa che stava realizzando e l'arte astratta o rappresentativa più alla moda. Nell'articolo il pittore racconta il pregiudizio che sentiva in quanto artista figurativo più tradizionale: secondo lui era "necessario dimostrare che la piccola minoranza di artisti che percorrono ancora le vecchie strade lo fa non per ignoranza o stupidità o un conservatorismo imperturbabile, ancor meno per un capriccio volontario, ma per necessità; perché quelle strade sono le uniche che possono portarli dove vogliono andare".
Lo stesso Cox, fermamente fedele alla preservazione dei "metodi più antichi", si oppose agli stili moderni. Nel suo libro del 1917 Concerning Painting: Considerations Theoretical and Historical, Cox riaffermò il suo pensiero espresso in precedenza: secondo lui, il fatto che l'arte stesse invertendo la propria corrente e stesse andando nella direzione opposta rispetto al passato sembrava "altamente improbabile, per non dire incredibile", aggiungendo che "'finché gli uomini vivono nel mondo, si devono accontentare di un'arte non rappresentativa, un'arte fondamentalmente diversa da quella che hanno conosciuto, praticato e goduto". Kenyon Cox provò a persuadere il mondo dell'arte e il pubblico ad apprezzare nuovamente l'arte rappresentativa e tradizionale. I suoi scritti su questo tema divennero molto popolari, la sua arte, invece, non tanto.

## Opere selezionate

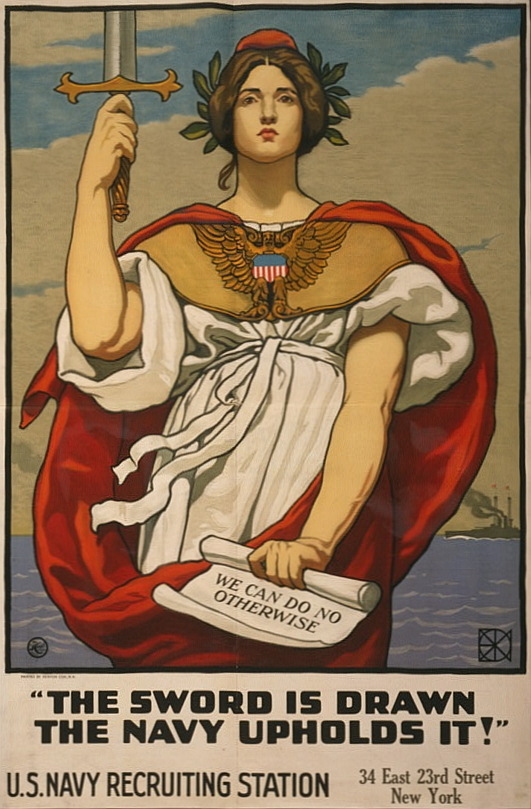
The Sword is Drawn The Navy Uphold it!, 1917.

- Da Boltraffio, Sacra Conversazione (olio su tela), 1878-1882;
- Un'ecloga, 1890
- Una bionda, 1891
- Eco, 1892
- Le Arti, 1896-1897
- Le Scienze, 1896-1897
- Il matrimonio dell'Atlantico e del Pacifico, fine del XIX secolo
- Studio per la Giustizia nel Campidoglio del Wisconsin (olio su tela), 1913, esposti nel Smithsonian American Art Museum di Washington;
- Murale al Oberlin College, "The Spirit of Self-Sacrificing Love", 1914;
- The Sword is Drawn The Navy Uphold it!, poster per l'arruolamento nella Marina degli USA, 1917.

## Scritti selezionati
- Old Masters and New, 1905
- Painters and Sculptors, 1907
- Concerning Painting: Considerations Theoretical and Historical, 1917.

## Galleria d'immagini

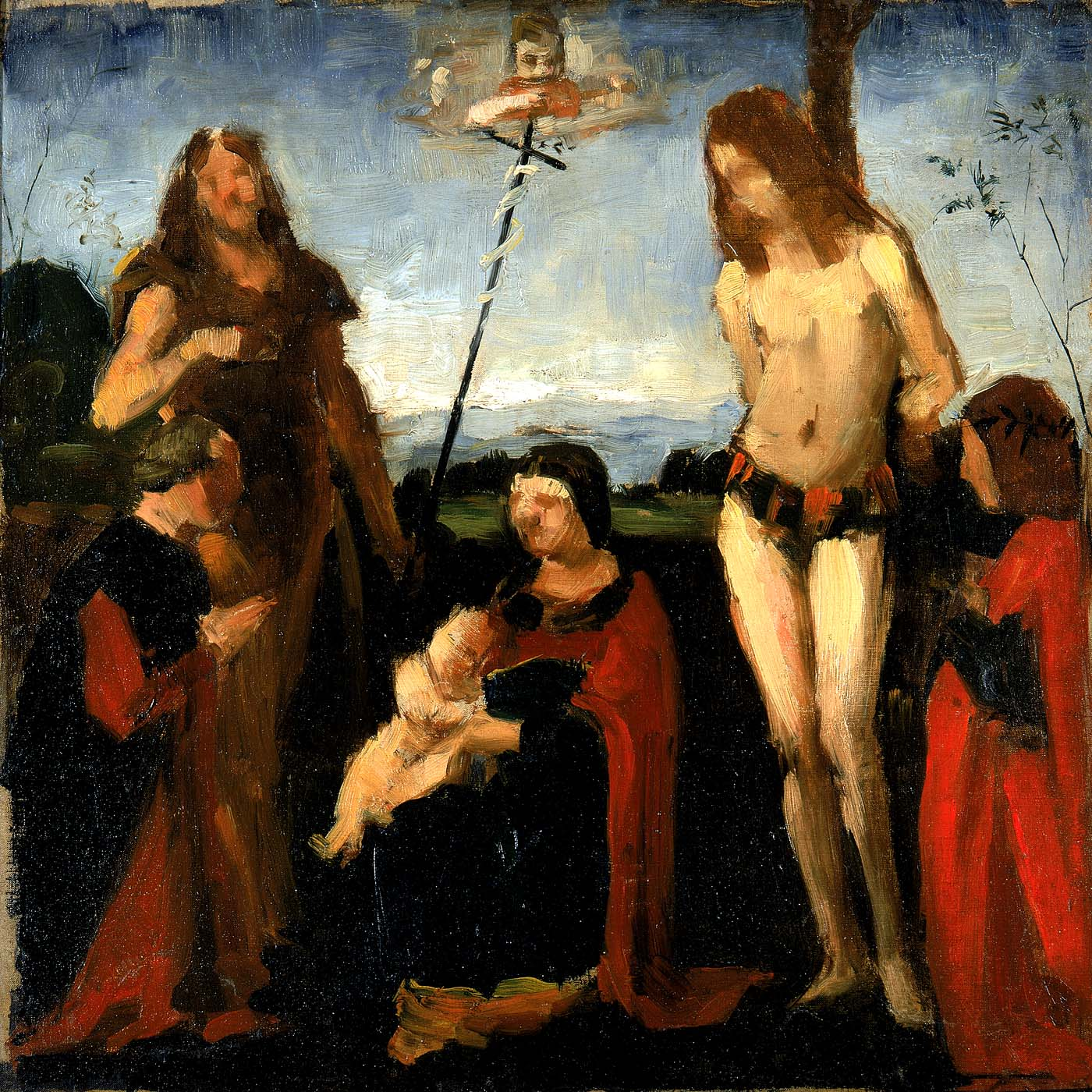
Sacra Conversazione (da Boltraffio), 1878-1882
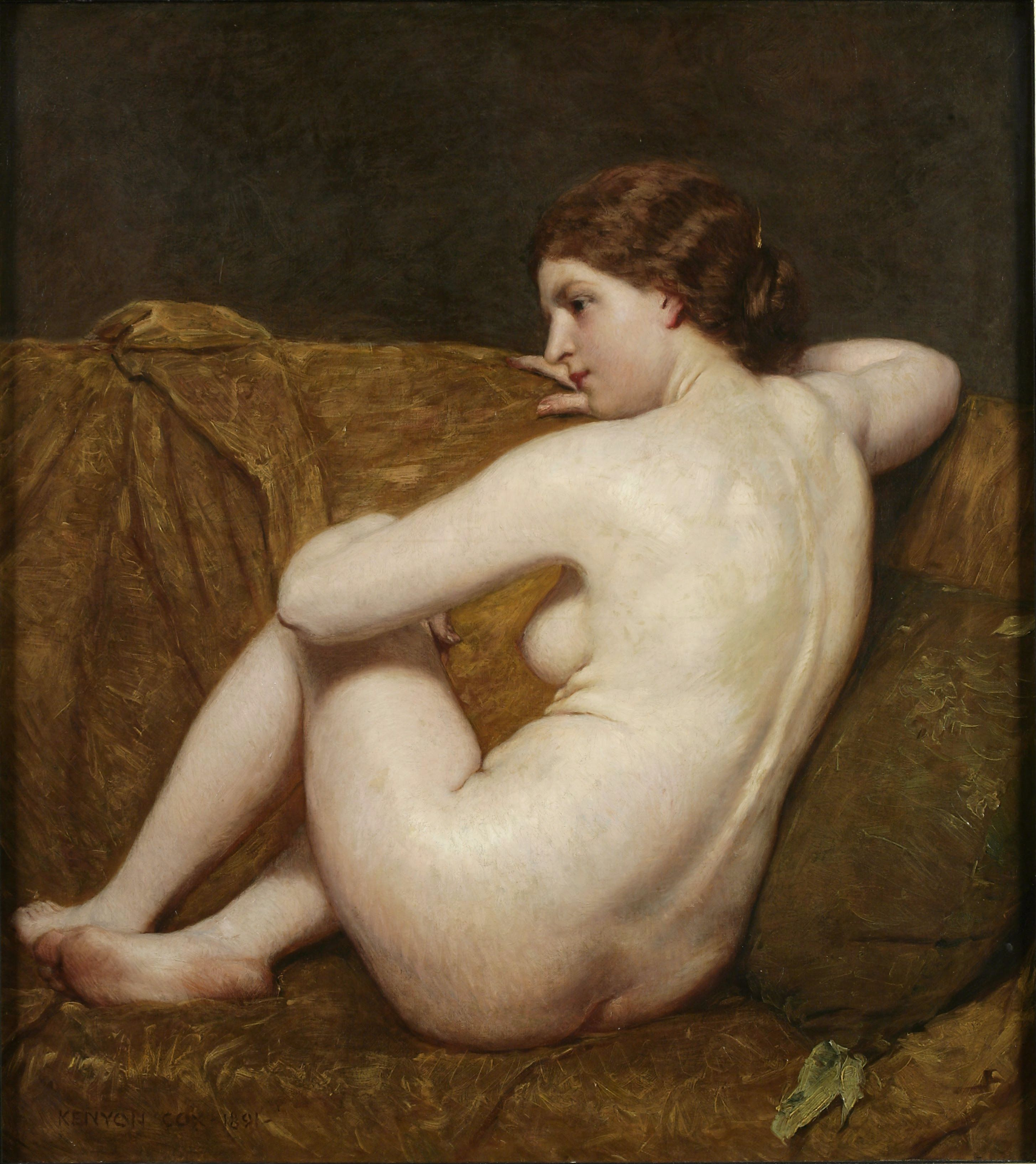
Una bionda, 1891
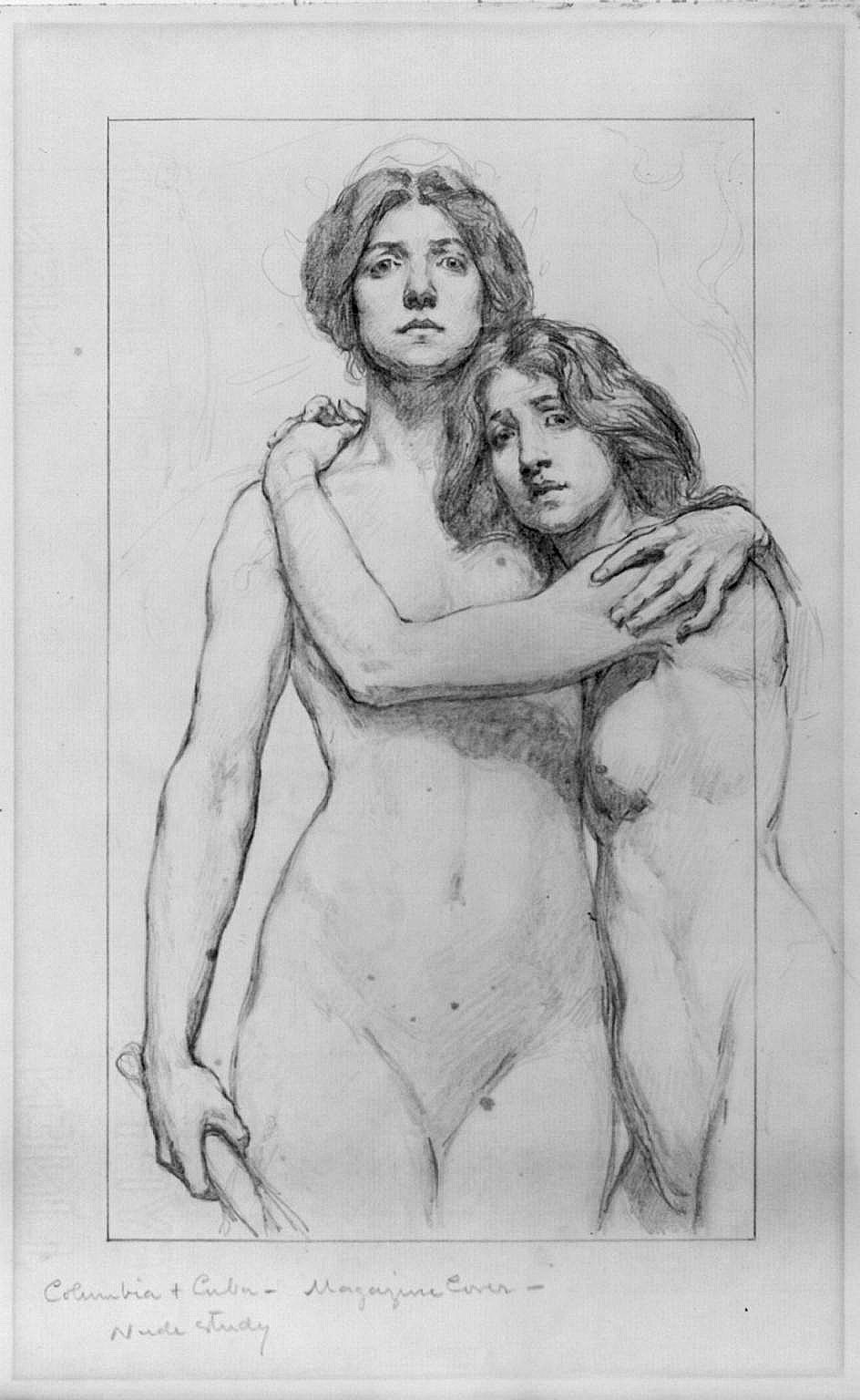
Uno studio  di Columbia e la personificazione di Cuba per un'illustrazione